# Hoorensberggroeve

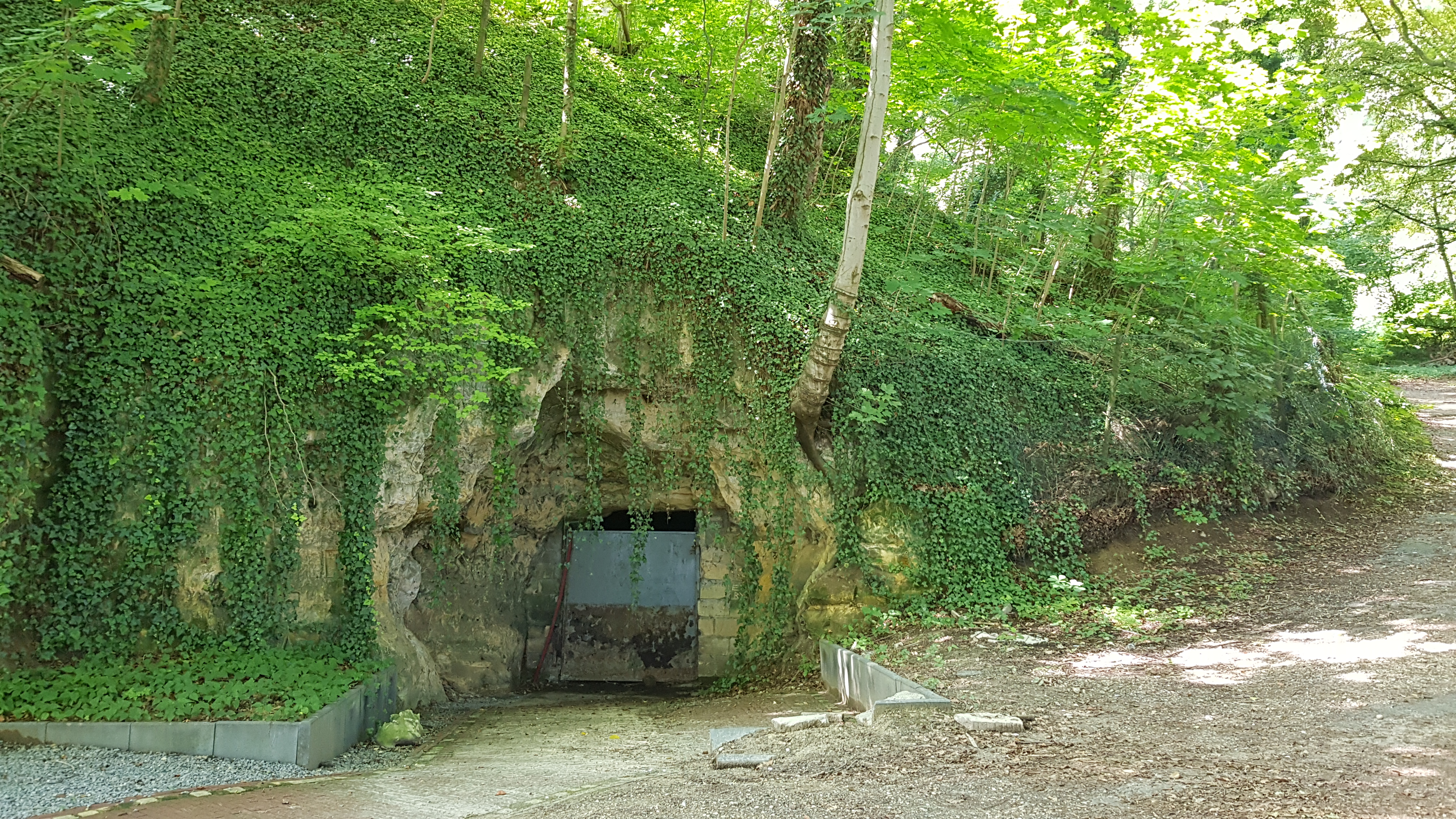
ingang Hoorensberggroeve

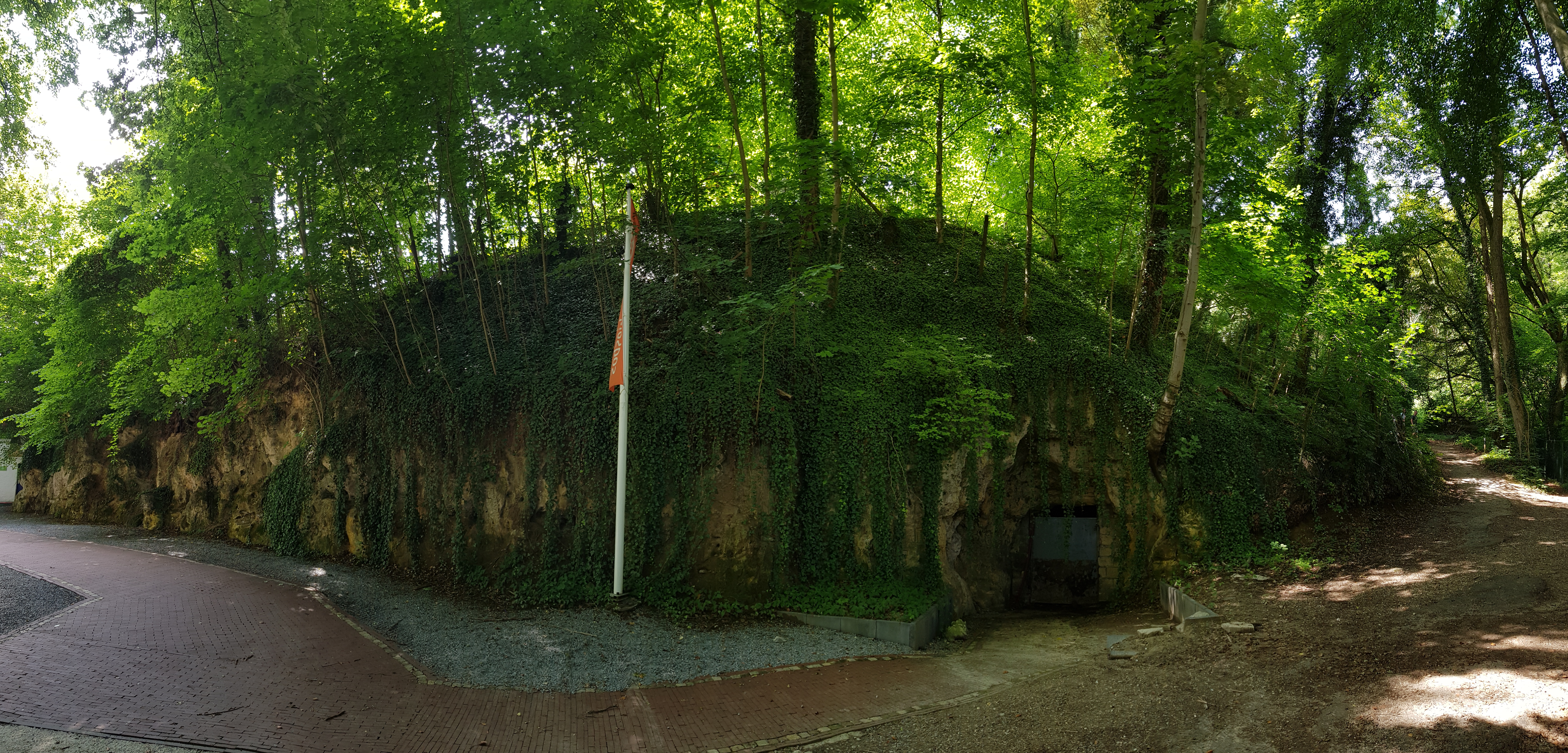
omgeving Hoorensberggroeve

De Hoorensberggroeve, Heunsberggroeve, Moorensberg of Quaadvliegsberg is een Limburgse mergelgroeve in de Nederlandse gemeente Valkenburg aan de Geul in Zuid-Limburg. De ondergrondse groeve ligt ten zuiden van Valkenburg nabij Neerhem. De groeve ligt onder het terrein van Sprookjesbos Valkenburg onder de Heunsberg aan de noordelijke rand van het Plateau van Margraten in de overgang naar het Geuldal. Ter plaatse duikt het plateau een aantal meter steil naar beneden.
Naar het noordwesten ligt de Wilhelminagroeve, naar het westen ligt de Kerkhofsgroeve, op ongeveer 450 meter naar het zuidoosten liggen de Gewandgroeve I en Gewandgroeve II en op respectievelijk ongeveer 530 en 550 meter naar het zuiden liggen de groeves Groeve naast Beckersbergske en Beckersbergske.

## Geschiedenis
In de 17e tot 19e eeuw werd de groeve door blokbrekers gebruikt voor de ontginning van mergel.

## Groeve
De Hoorensberggroeve bestaat uit een hoofdgang met een aantal zijgangen. De groeve heeft een oppervlakte van 5284 vierkante meter.
De groeve staat in verbinding met de Valkenburgergroeve.